# 波羅的聯合公國
波羅的聯合公國是歷史上曾構想建于波羅的海沿岸的國家。也稱大利沃尼亞公國。
俄國革命后，德國佔領俄羅斯帝國的庫爾蘭省、利沃尼亞省和愛斯特蘭省等地區時，由波羅的海德國人貴族階級提出的構想。
這一構想出現在第一次世界大戰結束之前，按照構想，庫爾蘭、愛沙尼亞和利沃尼亞都將因此處在德國的影響之下。
波羅的聯合公國只停留在提案階段，并沒有實際真正獨立，其他國家也並未承認。即使實際建國，也多認為將會是德國的從屬國或者傀儡政權。

## 歷史背景
第一次世界大戰間的1915年年秋天，德國陸軍佔領了俄羅斯帝國的庫爾蘭省。德國和俄羅斯的戰線進展至里加、陶格夫匹爾斯、巴拉諾維奇近郊一帶。在俄国二月革命之後，波羅的地區的独立活動逐漸活躍。
1917年4月12日，俄羅斯的愛沙尼亞省和利沃尼亞省組建了愛沙尼亞自治政府。十月革命之後的1917年11月28日，經選舉產生的愛沙尼亞地區議會聲稱愛沙尼亞有能力獨立。在1918年2月24日，德軍到達一天之後，愛沙尼亞發表了獨立宣言。同盟國于1918年5月記錄了愛沙尼亞獨立這一事實。
拉脫維亞的地區議會于1917年11月16日組建。1917年11月30日，議會基於民族學上的國境，設定了拉脫維亞自治地區的範圍。1918年1月15日，拉脫維亞共和國正式宣佈獨立、
而在俄羅斯革命之後，德國軍隊開始從庫爾蘭向俄羅斯進軍，1918年2月下旬，德國佔領了包括處在德國軍事支配下的利沃尼亞和宣佈獨立的愛沙尼亞自治政府的整個波羅的地區。1918年3月3日簽訂的布列斯特-立陶夫斯克條約中，蘇維埃俄羅斯割讓了庫爾蘭省，德國于同年8月27日在柏林和愛沙尼亞及利沃尼亞簽訂協議，獲得這兩地的統治權，德國因此進軍至拉脫維亞。

## 波羅的聯合公國的提案
1917年9月至1918年3月期間，波羅的德意志人組建了地方議會。地方議會由35名德意志波羅的人，13名愛沙尼亞人，11名拉脫維亞人構成。1918年4月12日，議會通過在波羅的海地區組建以德國皇帝為君主的君主制國家，并請求德國為新國家的保護國的決議。
1918年3月8日和4月12日，地區內波羅的德意志人佔據優勢的庫爾蘭地區意見會（Kurländische Landesrat）和利沃尼亞-愛沙尼亞-里加-奧塞爾統一地區意見會（Livland, Estland, Riga, Ösel, Vereinigter Landesrat）宣佈庫爾蘭公國和波羅的公國（Baltischer Staat）宣佈獨立。兩國都宣佈他們和普魯士王國有聯盟關係，不過普魯士王國並未正式對此作出回應。
波羅的地區在蘇俄根據布列斯特-立陶夫斯克條約放棄其在波羅的海沿岸地區的權益半年之後，威廉二世承認了其主權國家地位。
1918年11月5日，組建了由男爵領導的新國家的臨時攝政議會，這個議會是由兩個地區國家議會為基礎組建的。
新國家的首都被定在里加。這個國家是由庫爾蘭、里加、萊特加倫（Lettgallen）、南利沃尼亞（Südlivland）、北利沃尼亞（Nordlivland）、奧塞爾（Ösel、薩利馬島）、愛沙尼亞（Estland）七個州（cantons）組成的聯合國家。其中庫爾蘭、里加、萊特加倫、南利沃尼亞相當于現在的拉脫維亞，剩下的北利沃尼亞、奧塞爾、愛沙尼亞相當于現在的愛沙尼亞。

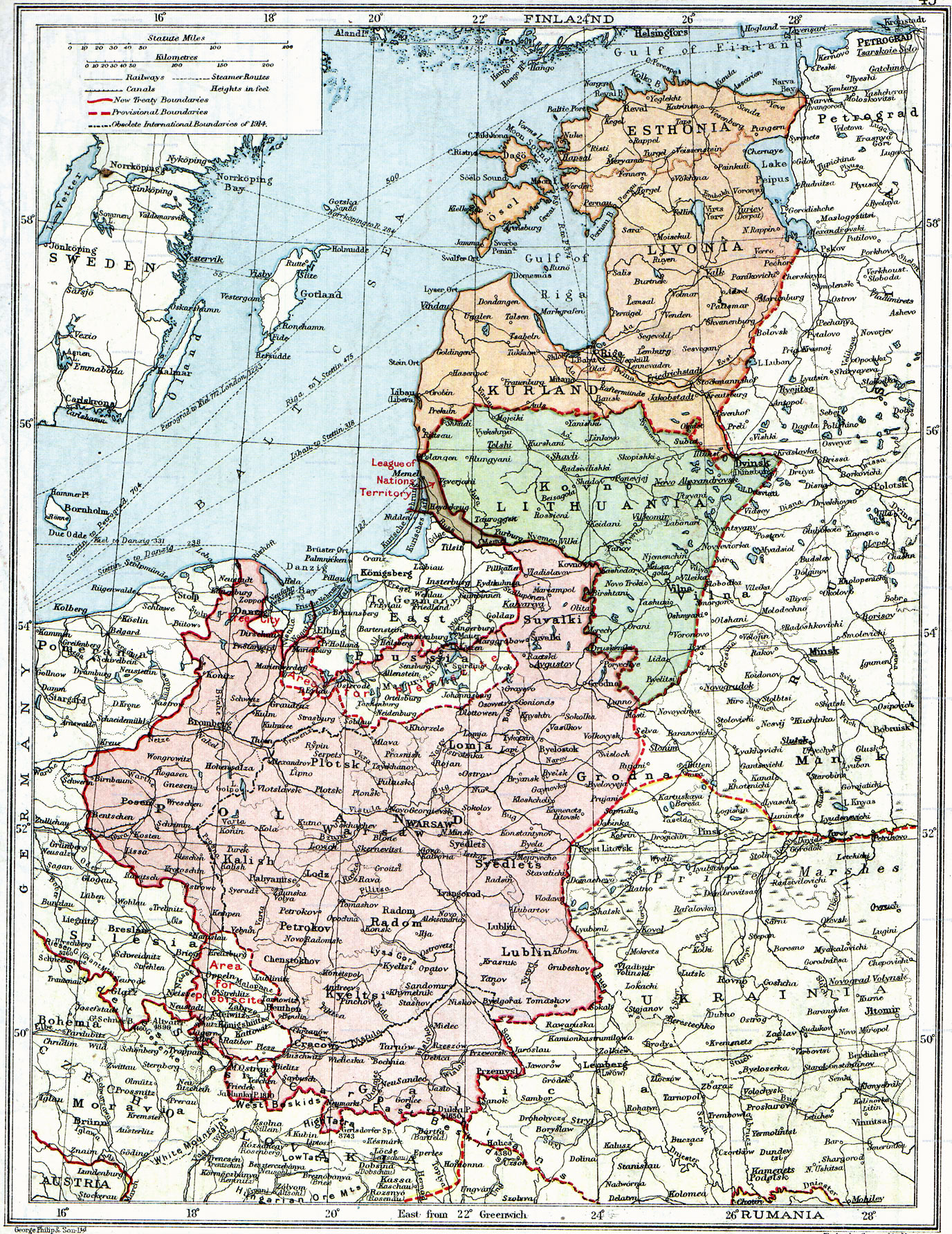
“Poland & The New Baltic States”（波蘭和新波羅的國家）的地圖。1920年英國出版的世界地圖。地圖沒有反映布列斯特-立陶夫斯克條約和里加和平條約之後的國境狀況。波羅的聯合公國相當于橙色區域，包括了今天的拉脫維亞和愛沙尼亞。

波羅的聯合公國的首任君主是梅克倫堡-什未林公爵阿道夫·弗里德里希。然而，君主并不擁有國家的主權，他只是德國皇帝的下屬，類似其他德意志帝國的大公及公爵。然而，阿道夫·弗里德里希並未實際就職過。由4名波羅的德意志人；3名愛沙尼亞人；3名拉脫維亞人組成的攝政議會是實際上最高的權力機構，并一直維持到1918年11月28日。然而，除了德國之外，國際社會對此並不承認。
1918年10月，德意志帝國首相马克西米连·冯·巴登提議解除波羅的諸國的軍政，實現還政于民。這個新政策由德國外交部通過電報發給了波羅的海軍政部。內容如下。
|  | 帝國政府一致決定對波羅的諸國的政策將有重大變化。就是和波羅的海諸民族共同制定政策。 |

## 愛沙尼亞和拉脫維亞獨立
1918年11月18日，拉脫維亞宣佈從德國獨立。而在愛沙尼亞，于拉脫維亞獨立次日，德國軍政部也將主權移交至愛沙尼亞自治政府首腦康斯坦丁·佩茨。德國在1918年12月7日正式將主權移交給卡爾利斯·烏爾馬尼斯代表的拉脫維亞政府。
然而，在這一地區的軍政部卻拒絕承認這些行為。軍政部的吕迪格·馮·德·戈爾茨將軍不服從德國本國的命令，繼續佔領這些地區。
波羅的聯合公國的國防力量被稱為波羅的海防衛軍。波羅的防衛軍的指揮是曾因支持波羅的德意志人地主而成為男爵的阿尔弗雷德·弗莱彻少校。他開始驅逐部隊中的拉脫維亞人，并開始在部隊中安插波羅的德意志人和德意志帝國軍隊。司令也都改為由德國人擔任。
羅伯特·G·L·懷特所編纂的《納粹先鋒：自由軍團在戰後德國的活動，1918-1923》（Vanguard of Nazism: The Free Corps Movement in Postwar Germany, 1918-1923）一書中記載，「1919年2月中旬，軍隊中的拉脫維亞人數量不足全軍人數的1/5」。拉脫維亞獨立後，仍然握有實權的戈爾茨將軍的軍隊施加軍事壓力，逼迫英軍撤退，俄羅斯白軍的部隊和德意志義勇軍則向東進軍，于1919年5月22日佔領里加。佔領里加後，德意志義勇軍在葉爾加瓦近郊殺害了300名拉脫維亞人，圖庫姆斯殺害了200名拉脫維亞人，道加格里伐殺害了125名拉脫維亞人，里加殺害了超過3000名拉脫維亞人。
佔領里加後的1919年6月，正如同盟國預想的一樣，戈爾茨下令部隊不得繼續東進，并開始向北方的愛沙尼亞進軍，并要求軍隊佔領愛沙尼亞。6月19日，鐵師團和陸軍部隊開始攻擊采西斯近郊。波羅的防衛軍爲了在之後攻擊彼得格勒，開始沿愛沙尼亞海岸線展開攻擊。然而波羅的防衛軍在1919年6月19日至23日期間進行的采西斯戰役中敗北。
6月23日早晨，大多數德軍開始往里加方向撤退。同盟國再次要求德國軍隊從拉脫維亞撤退，愛沙尼亞和德意志義勇軍簽訂了停火協議。波羅的各國也組織了自己的軍隊。
德國于1918年11月在第一次世界大戰中戰敗。由於戈爾茨的波羅的防衛軍和德意志義勇軍在戰爭中戰敗，波羅的聯合公國的構想最終被放棄。

## 後續
在拉脫維亞形勢逐漸穩定之後，波羅的地區的德國軍隊也被置於英國的控制之下。1919年7月中旬，哈羅德·亞歷山大中校開始逐漸解散波羅的地區的德軍。德國撤出後，立陶宛、愛沙尼亞和拉脫維亞獲得了獨立。之後，波羅的聯合公國的構想再也沒有被提出過。

## 外部連結
- http://www.worldstatesmen.org/Latvia.htm （页面存档备份，存于）
- http://eh.lenin.ru/english/2eu/latvia/lat-hist3.htm （页面存档备份，存于）
- http://www.crwflags.com/fotw/flags/bal_duke.html （页面存档备份，存于）